# Manuel Cirerol y Canto
Manuel Cirerol y Canto (1840 - 1924), fue un empresario, abogado y político mexicano, nacido en Mérida, Yucatán y fallecido en la Ciudad de México. Fue gobernador de Yucatán de 1870 a 1872. Previamente, fue vicegobernador del estado y estuvo encargado del despacho durante un breve lapso en 1869.

## Datos históricos
Se graduó de abogado en la ciudad de Mérida. Fue propietario de una importante hacienda henequenera, la Hacienda San Diego Azcorra, en la que también cultivó la caña de azúcar. Como hacendado y como funcionario público dio impulso al cultivo de la caña en Yucatán, trayendo técnicos y técnicas de la isla de Cuba. También participó activamente en la industria henequenera y fue miembro de la Cámara Permanente de Hacendados Henequeneros.
Su actividad política lo llevó a ser vicegobernador del estado, primero, en el año de 1869, como compañero de fórmula de José Apolinar Cepeda Peraza, época en la que se hizo cargo provisionalmente del mando político en el estado. Después fue elegido gobernador por el bienio de 1870 a 1872.
Durante su gestión restableció el mandato de cuatro años para el gobernador del estado. Declaró puerto de altura y cabotaje al Puerto de Progreso. Promulgó el código civil del Estado. Inauguró la primera exposición de productos artesanales e industriales de Yucatán.